# 洞爺湖
洞爺湖（日語：とうやこ）是位於日本北海道、橫跨虻田郡洞爺湖町和有珠郡壮瞥町的一個湖泊，屬二級河川長流川水系。洞爺湖所在的支笏洞爺國立公園一帶形成了洞爺湖有珠山地質公園，並被選入日本地質公園和世界地質公園，也入選了日本百景、「新日本旅行地100選」、「美麗的日本 想走走看的城鎮500選」。

## 地理
洞爺湖位於北海道西南部，是形成於洞爺破火山口內的湖泊，為日本面積第九大的湖泊；在火山口湖當中，僅次於屈斜路湖和支笏湖，位居第三。東西寬約11公里，南北長約9公里，形狀幾乎呈圓形。洞爺湖南岸有洞爺湖溫泉、有珠山和昭和新山等觀光景點，是北海道重要的觀光地帶。
湖中央最大的島嶼名為中島，面積4.85平方公里，島上最高點的標高是455米。洞爺湖的東部及東南部地區在行政區劃上屬壮瞥町，其他地區則屬於洞爺湖町。另外，中島在昭和35年時居住有2戶6人，但現在已無人居住。洞爺湖畔南側有公路北海道道2号洞爺湖登別線，東側是公路北海道道132号洞爺公園洞爺線，西北側是公路北海道道578号洞爺虻田線，三條公路環湖一周。

## 名稱由來
「洞爺」（「）一詞是來自於愛努語中的「to-ya/)」，意為湖岸。這一名稱本來是湖北岸的地名，但和人將湖北岸稱為向洞爺，並以洞爺作為湖名。愛努人則將洞爺湖稱為「kim-un-to/」，意為山之湖。當地人也將洞爺發音為。

## 洞爺火山口

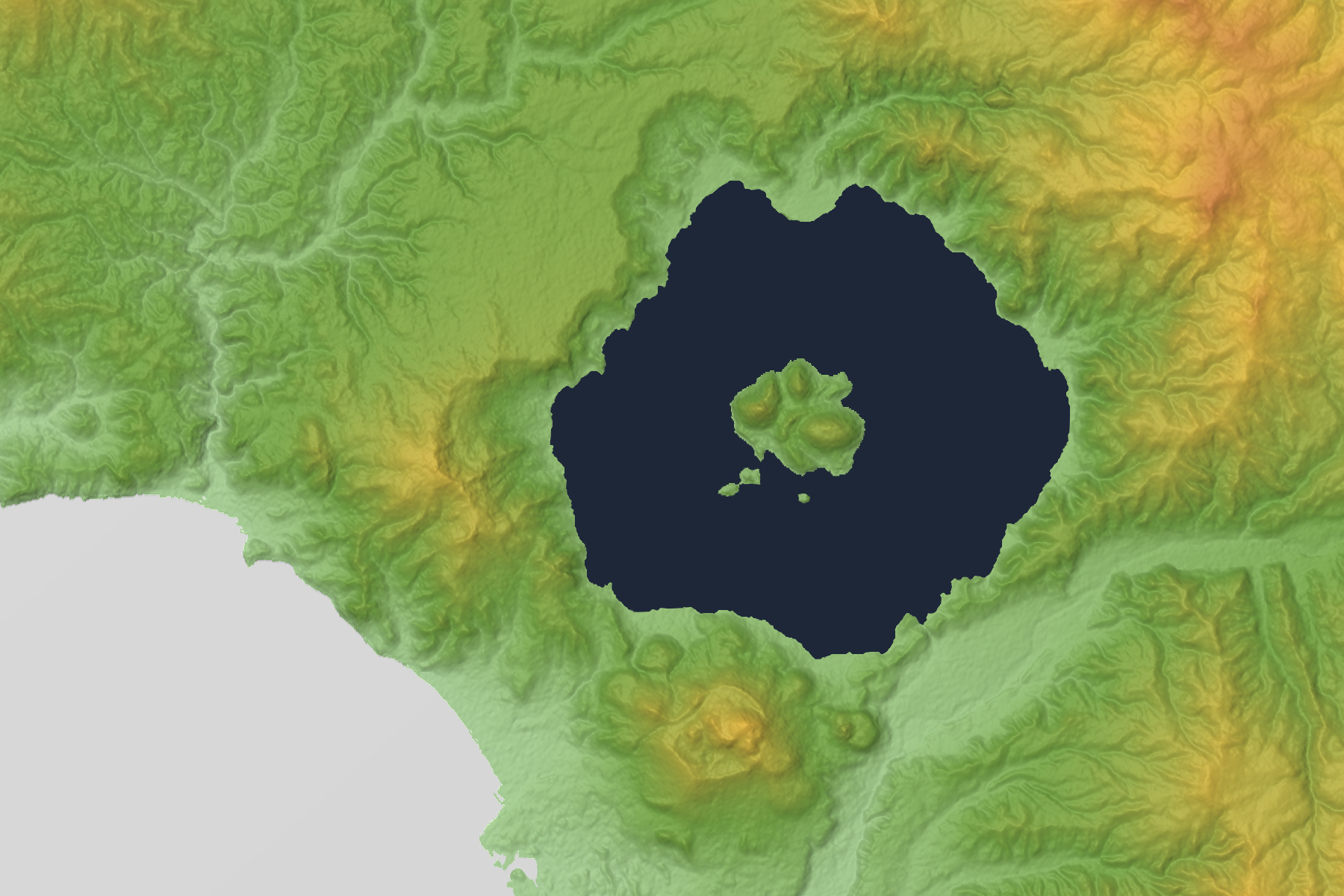
火山口地形圖。位於洞爺湖南側的火山是有珠山。

在距今約11萬年前，洞爺湖一帶發生了大規模的火山噴發，形成了洞爺火山口的。這一時期放出的噴出物（洞爺火山碎屑流）的總体積超過150立方公里，噴射至相當廣的範圍並且堆積達數十米。這場大規模噴發降下的火山灰廣泛分佈至自北海道到日本東北地區的底層，火山口附近還出現了由火山碎屑流堆積物形成的台地。
湖中央的四個島嶼統稱為中島。這四個島嶼是由約五萬年前的火山噴發而形成的火山穹丘和火碎丘聚集而成。若算上湖底在內的話，洞爺湖附近共確認發現了11個火山體。自兩萬年前開始，洞爺湖南岸多次發生火山噴發，有珠山隨之誕生。

## 變遷

### 湖水水質的變化
洞爺湖本來是極端的貧營養湖，湖水透明度很高。但由於關閉礦山的廢水以及洞爺湖溫泉街等地排水的流入，透明度大幅下降。
1920年，為了進行水力發電，在自洞爺湖流出的河流壮瞥川上建設了壮瞥發電站。之後還利用長流川的河水建設了洞爺發電站，並且還在本不流入洞爺湖的長流川上游建設了久保內水庫，使得長流川的河水流入洞爺湖。自1907年開始，在長流川上游陸續開發了幌別硫黄礦山、德舜瞥礦山、弁景礦山等礦山。1939年至1973年期間，這些礦山相繼關閉，礦山pH值僅有2左右的廢水持續流入洞爺湖。至1970年，洞爺湖的湖水pH值約只有5，湖水嚴重酸性化，導致大量生物死亡。
為了解決這一問題，1973年開始，在長流川上游開始了中和礦山廢水的行動。加上1977年（昭和52年）的有珠山火山噴發使得大量火山灰降入洞爺湖，鹼性的火山灰中和了酸性的湖水，至1995年，pH值已經恢復到7左右。但湖水的中和作用中，究竟是人工的中和事業的效果較大還是火山灰的效果較大仍不得而知。

### 漁業
洞爺湖內固有的魚種有遠東紅點鮭、珠星三塊魚、褐吻蝦虎魚、杜父魚等。迄今為止，人類還曾出於漁業等目的在洞爺湖人工放流過西太公魚、紅鱒、虹鱒、櫻鱒、鯉魚、鱒魚等魚類。在1970年代，由於湖水酸性化的影響，湖中生存的魚種數一度減少，但現在酸性化的影響已經消失。
曾有愛努人在自洞爺湖流出的壮瞥川中捕獲大馬哈魚的記錄，但這些大馬哈魚是否產自洞爺湖則不得而知。
洞爺湖中的紅鱒魚最早放流於1903年，放流的紅鱒魚系來自阿寒湖。1908年，又放流了來自支笏湖的紅鱒魚。1930年時，漁獲量曾達到全年25噸。在漁獲量最多的1950年代時，漁獲量曾達到約100噸。但由於礦山廢水導致湖水酸性化，使得漁獲量急劇減少。之後隨著水質得到恢復，1986年時漁獲量恢復到50噸。西太公魚則是在1912年時移植自霞浦。虹鱒魚則移植於1926年。櫻鱒魚則是在1928年自千歳孵化場移植自洞爺湖。

### 中島的蝦夷鹿
中島上生存有大量的蝦夷鹿，但這些鹿並非原本就生活在島上。當地政府曾在1957年自日高地區調來1頭雄鹿、在1958年調來1頭雌鹿、在1965年又調來1頭懷孕的雌鹿，共計調來的這3頭鹿使得中島上現在生存有大量的蝦夷鹿。之後鹿的個數不斷增加，最多時曾超過400頭。但由於鹿的主要食物——島內的植物出現，鹿的數量也隨之頻繁變動。

## 北海道洞爺湖峰會
2008年（平成20年）7月7日至7月9日，在洞爺湖附近的洞爷温莎度假酒店&Spa舉辦了第34屆八國集團首腦會議。這也是日本第五次，以及第二次在東京以外的地區舉辦G8峰會。

## 洞爺湖有珠山地質公園
洞爺湖有珠山及其附近地區在2008年被承認為日本地質公園。之後洞爺湖有珠山地區又申請加入世界地質公園之列。在2009年8月22日，洞爺湖有珠山被正式認定為世界地質公園。

## 圖片

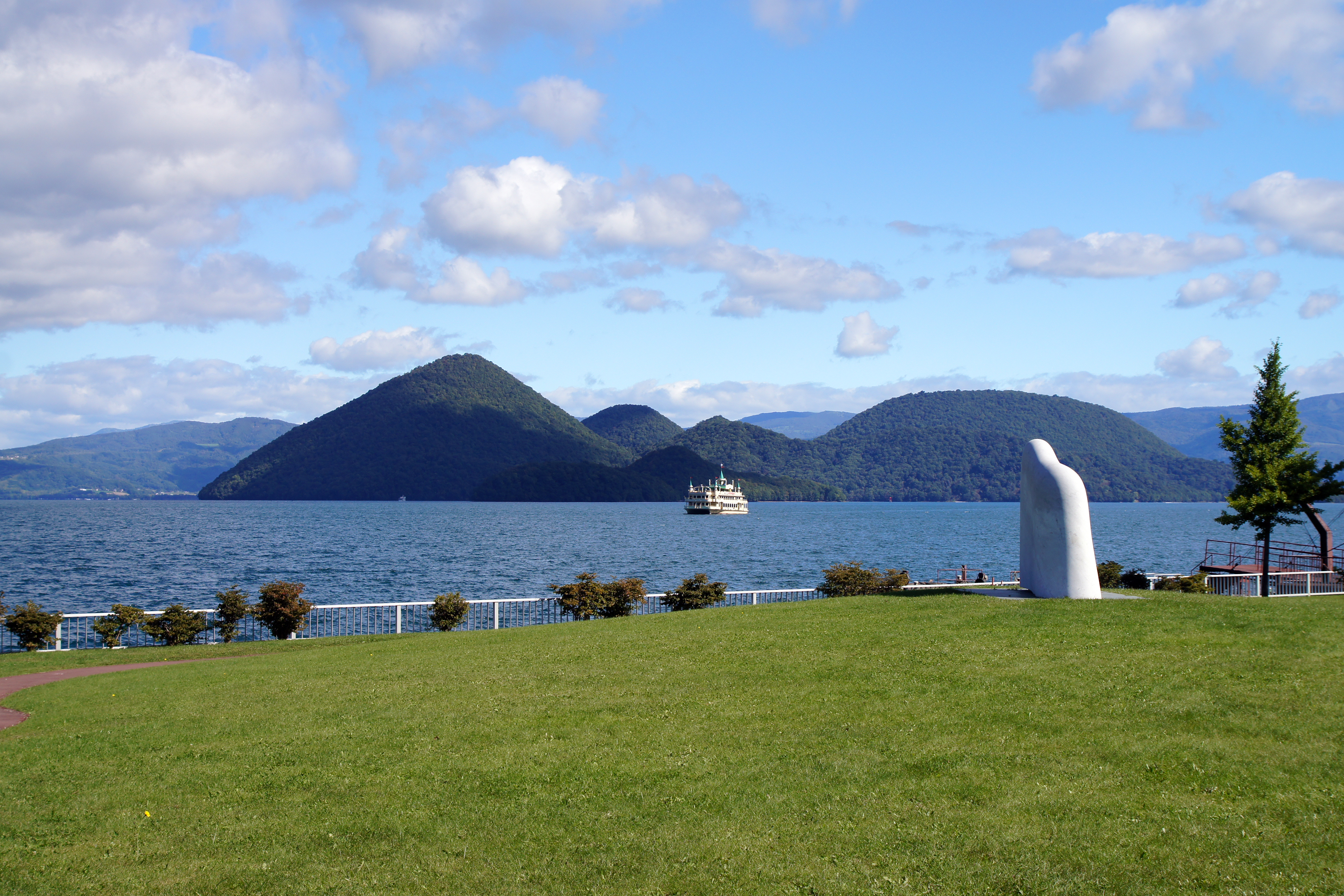
洞爺湖和中島（2013年9月）
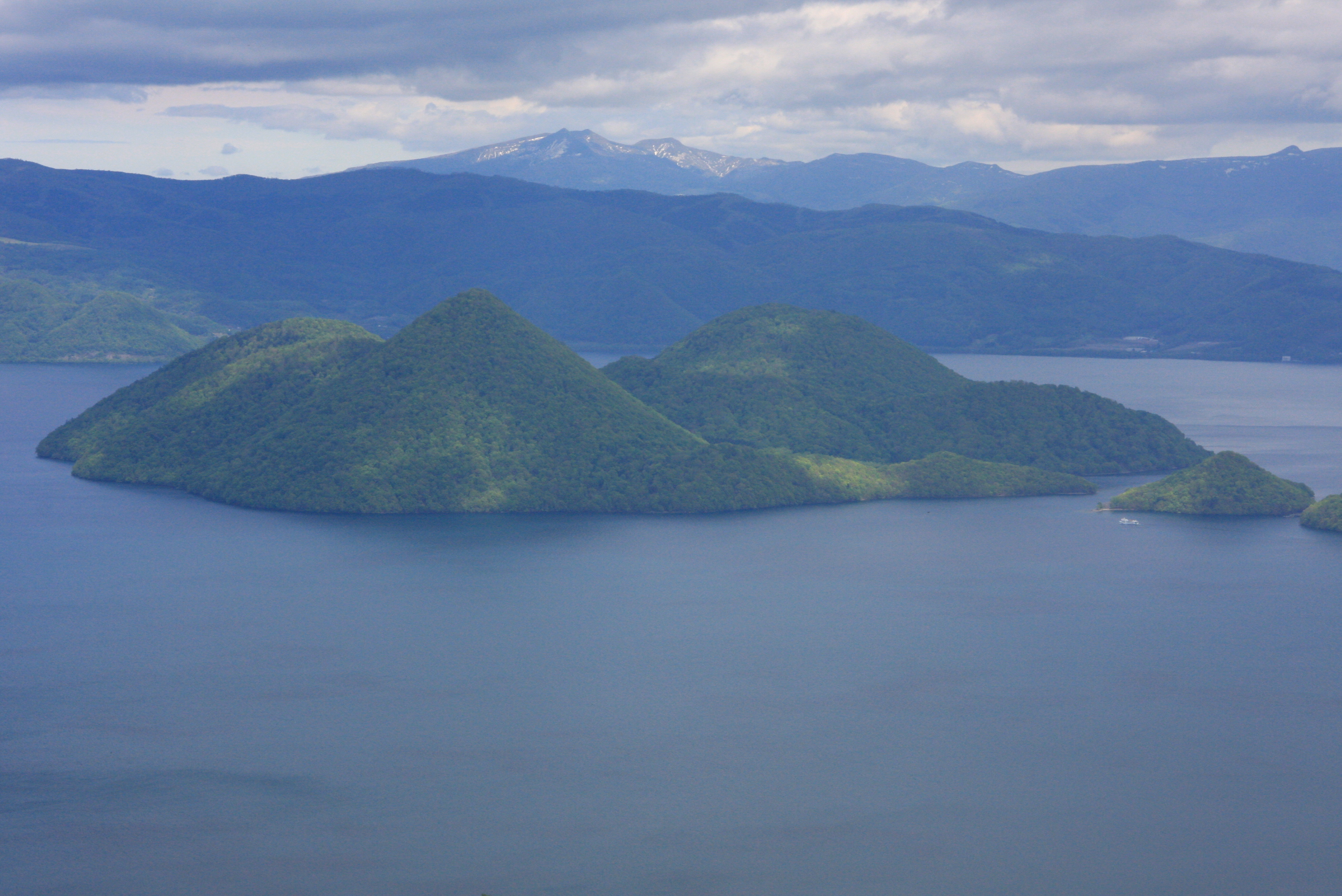
中島（2009年5月）
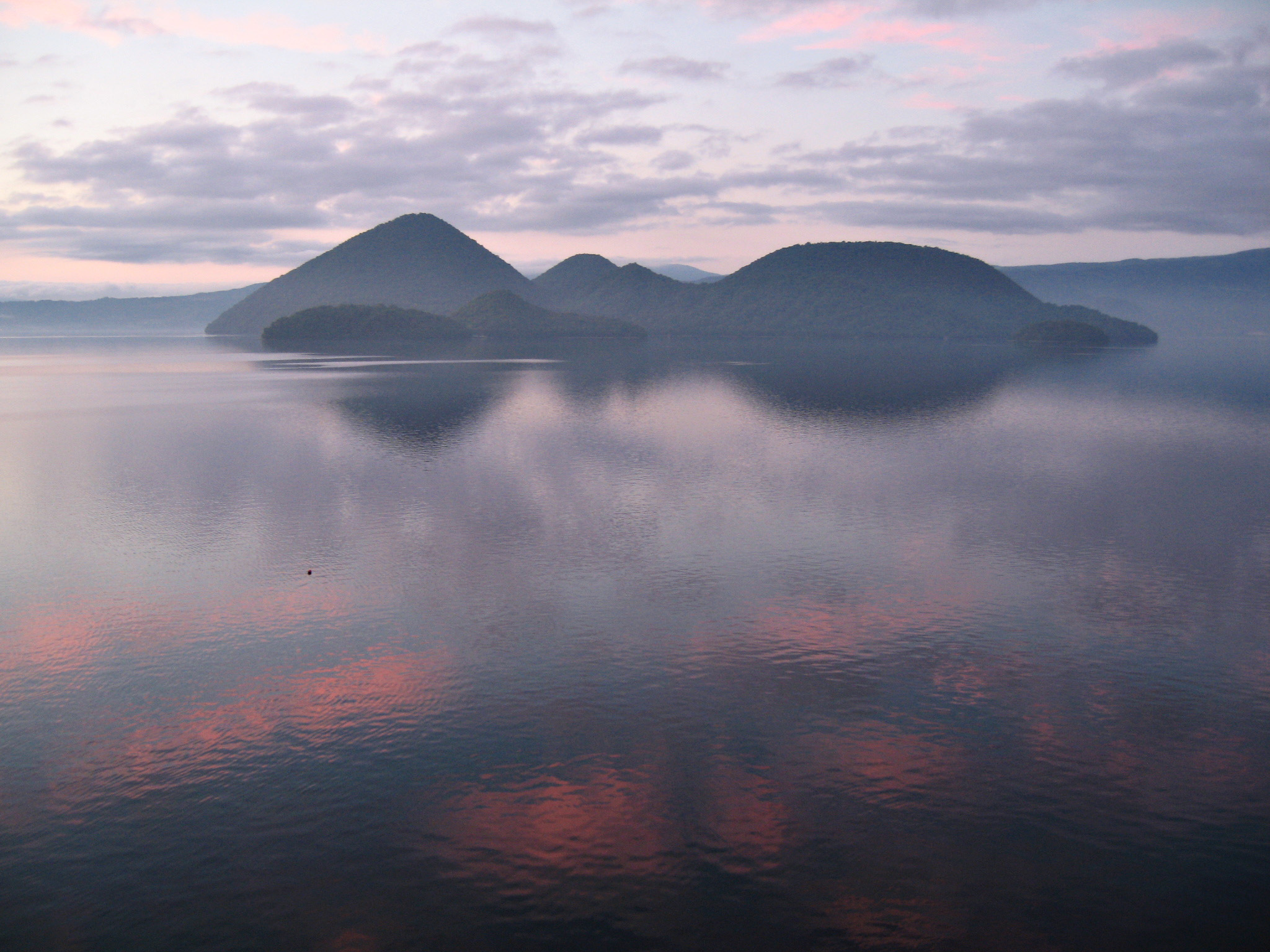
風平浪靜的洞爺湖（2007年8月）
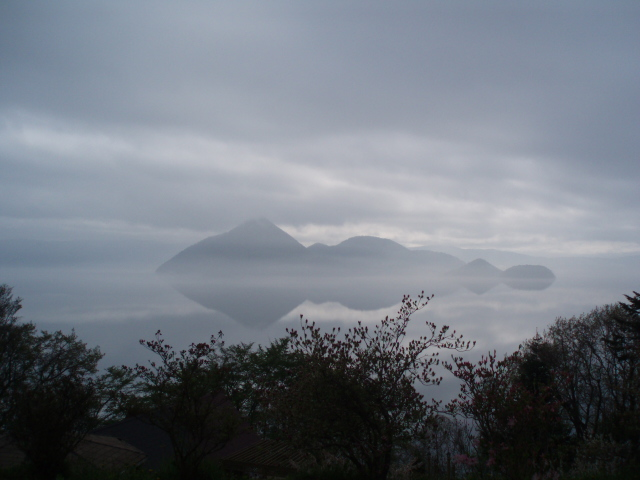
飄霧的洞爺湖（2010年5月）
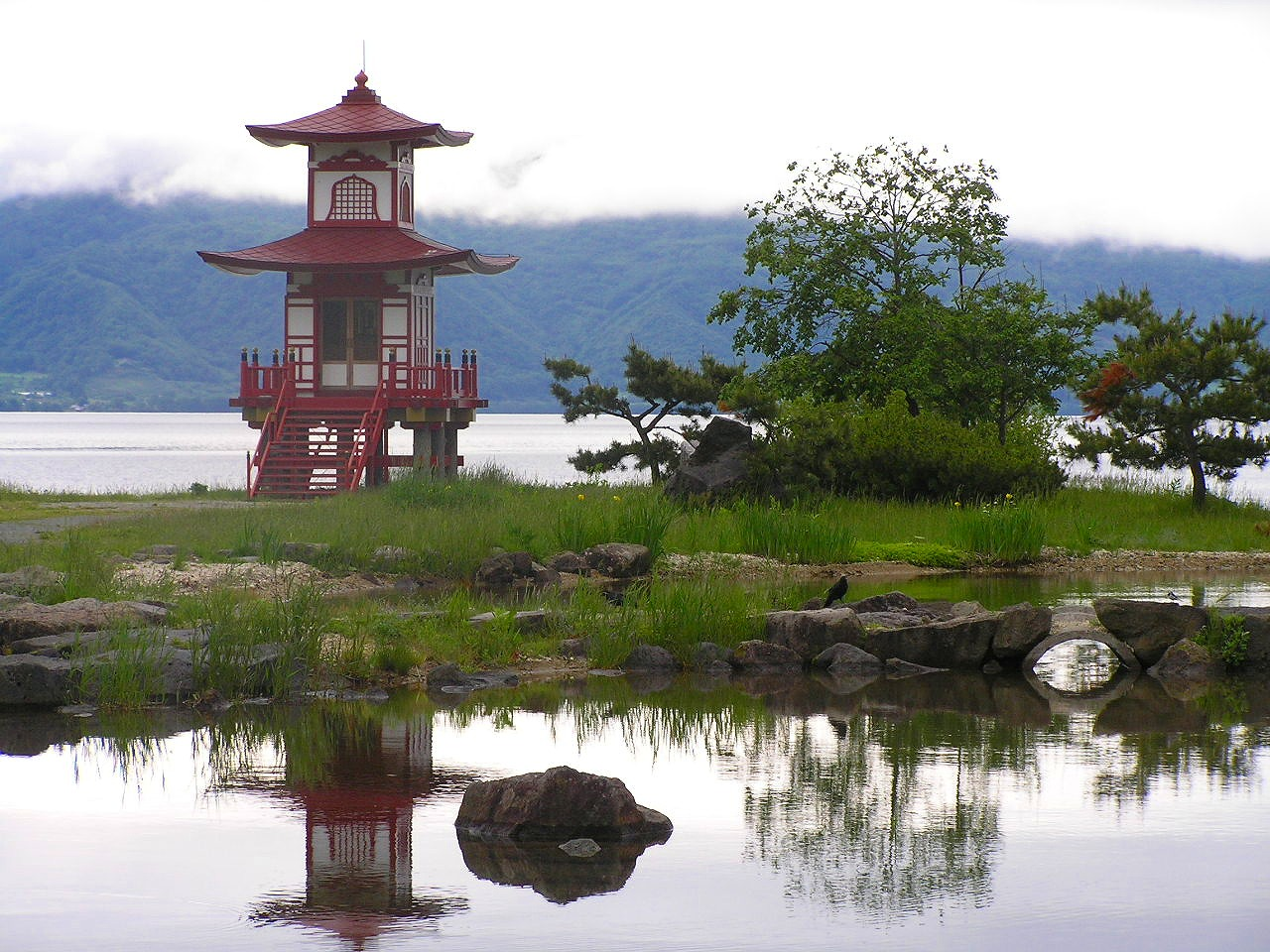
位於北岸的浮見堂公園（2006年6月）
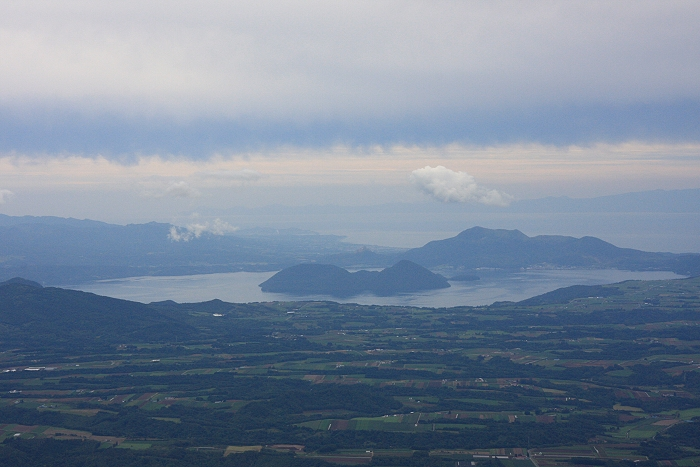
自羊蹄山看洞爺湖（2012年6月）
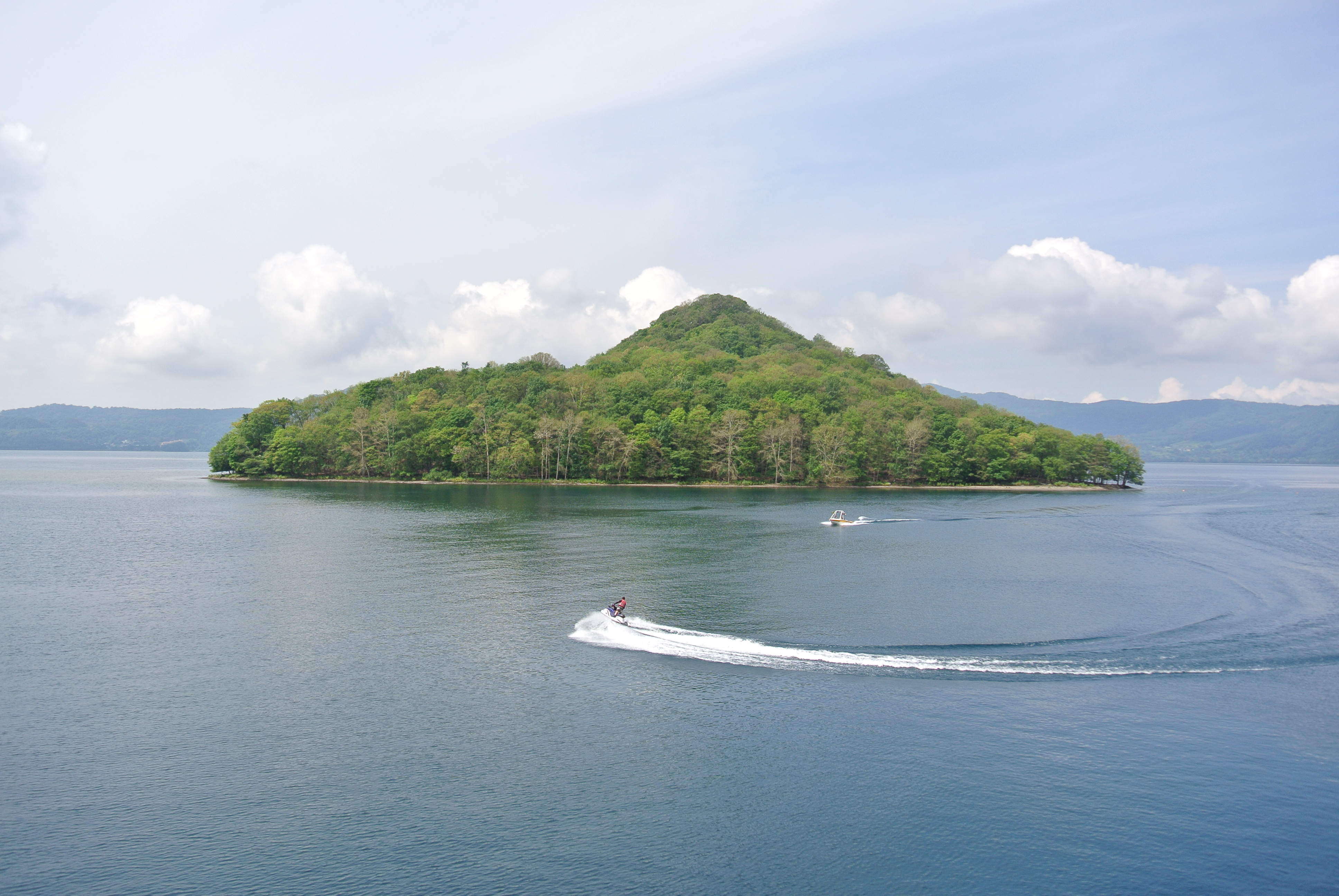
中島

## 外部連結
- 洞爺湖町 （页面存档备份，存于）（日語）
- 洞爺湖溫泉觀光協會 （页面存档备份，存于）（日語）
- 北海道洞爺湖高峰會道民會議（日語）
- 洞爺湖木刀（日語）
- 洞爺湖導覽 （页面存档备份，存于）（日語）
- 洞爺湖の情報源 月浦人（日語）